# Fejér vármegye története
Fejér vármegye (németül: Komitat Weißenburg; latinul: Comitatus Albensis) közigazgatási egység volt a Magyar Királyság dunántúli részében. A mai Fejér vármegye területe nagyrészt átfed vele. Központja Székesfehérvár volt.

## Földrajz
Északi részén a Vértes, illetve az ahhoz kapcsolódó dombos vidék, délen a Mezőföld terül el. Fő folyóvizei a Duna, a Séd és a Sárvíz voltak.
Északról Komárom vármegye, keletről Pest-Pilis-Solt-Kiskun vármegye, délről Tolna vármegye, nyugatról pedig Veszprém vármegye határolta. 

## Történelem
Fejér az egyik legöregebb volt a Magyar Királyság vármegyéi közül, a 11. század elején alapították. A Duna-Tisza közén fekvő egykori Solt-széket, ami azelőtt Fejér vármegye része volt, a 17. században Pest-Pilis-Solt-Kiskun vármegye területéhez csatolták. Ezt követően határai évszázadokon át alig változtak.
A második világháború után az 1945-ös megyerendezés során Érdet és környékét Pest-Pilis-Solt-Kiskun vármegye területéhez csatolták, az 1950-es megyerendezés során viszont Enyinget és környékét Veszprém megyétől Fejérhez.

## Lakosság
1891-ben a vármegyének összesen 222.445 lakosa volt, ebből:
- 190.660 (85,7%) magyar
- 26.077 (11,7%) német
- 2.924 (1,3%) szlovák
- 2.103 (0,9%) szerb

## Közigazgatás

### Járási beosztás
A vármegye járási beosztása sokszor változott fennállása során, itt csupán vázlatosan mutatjuk be.
18-19. század
A 18. században és a 19. század első felében a megye általában három járásra oszlott, melyek mindegyike  hosszan elnyúlt észak-déli irányban. Nyugatról keletre a következő volt az elnevezésük:
1. Sármelléki járás
2. Csákvári járás
3. Bicskei járás

19. század közepe
A 19. század közepére a megye járási beosztása tagoltabbá vált, hat járásra oszlott:
1. Bodajki alsó járás
2. Bodajki felső járás
3. Csákvári járás
4. Sárkereszturi járás
5. Rácz-almási járás
6. Vaáli járás

1880-as évektől
A megye járási beosztása és a járási székhelyek 1886 után állandósultak és az alábbiak szerint alakultak 1950-ig (zárójelben a székhely):
1. Adonyi járás (Adony)
2. Móri járás (Mór)
3. Sárbogárdi járás (Sárbogárd)
4. Székesfehérvári járás (Székesfehérvár)
5. Váli járás (Vál), 1948-tól Bicskei járás (Bicske)

### Város
Fejér vármegye területén egyetlen város volt, Székesfehérvár, mely a székhelye volt, és kiváltságai a középkorba nyúlnak vissza. Eleinte szabad királyi város, majd 1876-tól törvényhatósági jogú város volt a jogállása, vagyis tulajdonképpen soha nem tartozott a vármegyéhez.